# Rhapsodie pour alto
La Rhapsodie pour alto (Rhapsodie für eine Altstimme, Männerchor und Orchester), op. 53, est une œuvre pour contralto, chœur d'hommes et orchestre composée en 1869 par Johannes Brahms d'après un poème de Goethe, Harzreise im Winter (de).

## Description

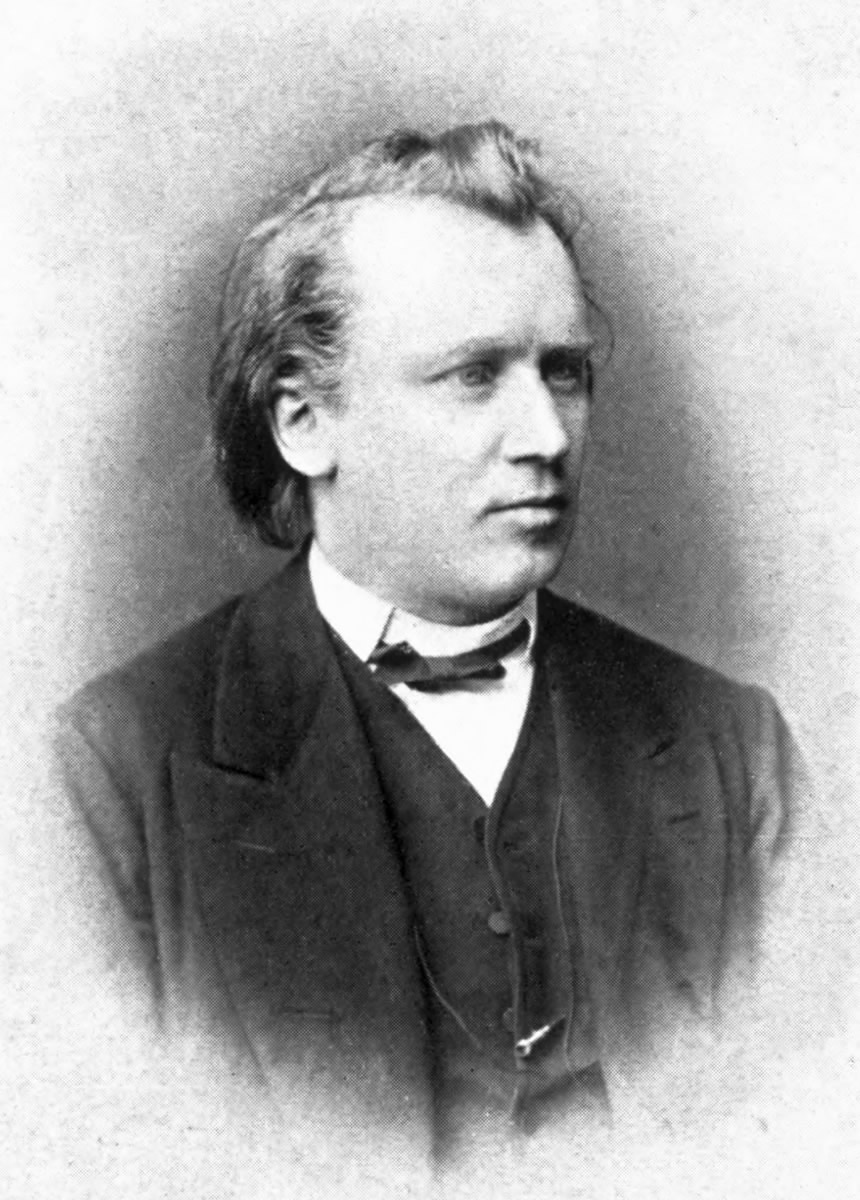
Johannes Brahms vers 1872

### Origine
Brahms composa la Rhapsodie pour alto en 1869 afin de l'offrir en cadeau de mariage à la fille de Robert et Clara Schumann, Julie (1845-1872), dont il était amoureux. Il choisit de mettre en musique un passage d'un texte de Goethe, Harzreise im Winter (de) (« Voyage dans le Harz en hiver »), écrit en 1777 : les strophes 5, 6 et 7.
L'extrait retenu par Brahms évoque dans ses deux premières sections la détresse d'un vagabond solitaire et misanthrope. La troisième et ultime strophe exprime une prière pour qu'un esprit céleste allège sa douleur. Dans cette dernière partie, la Rhapsodie s'apparente au Requiem allemand, composé un an plus tôt.
La partition fut publiée en 1870 par la maison N. Simrock, l'éditeur habituel de Brahms.

### Structure
L'œuvre se divise en trois parties correspondant à chacune des trois strophes :
- Adagio. Dans la tonalité d'ut mineur et sur la mesure à 4/4, la soliste est accompagnée par l'orchestre.
- Poco andante. La tonalité et l'orchestration restent identiques mais la mesure passe à 6/4.
- Adagio. La tonalité devient celle d'ut majeur, et la mesure passe à 4/4, pendant que le chœur masculin rejoint la contralto et l'orchestre.

Cette structure se situe dans la tradition de la cantate baroque, avec le récitatif d'ouverture, l'aria en solo et le finale avec chœur. L'orchestration est classique : flûtes, hautbois, clarinettes, bassons, deux cors et cordes.
La durée totale d'exécution de la Rhapsodie est en général d'une douzaine de minutes.

## Texte

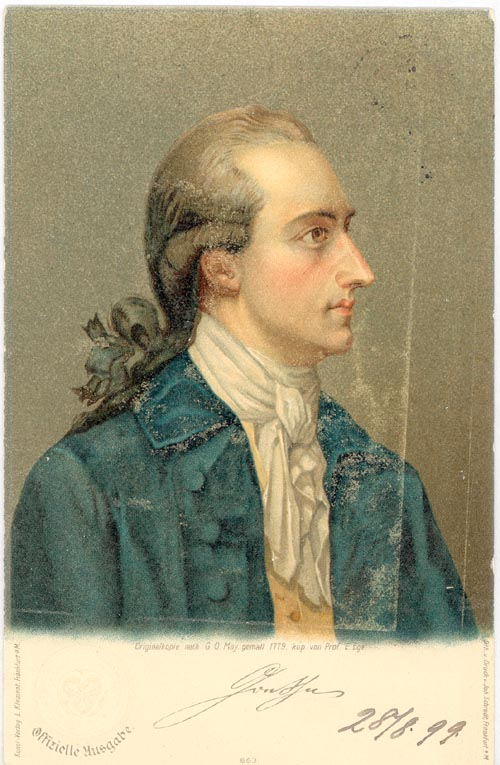
Portrait de Goethe en 1779, par

| Texte d'origine | Traduction française |
| Aber abseits wer ist's ? Im Gebüsch verliert sich sein Pfad ; hinter ihm schlagen die Sträuche zusammen, das Gras steht wieder auf, die Öde verschlingt ihn.                                                                 | Mais qui va là, solitaire ? Son chemin disparaît dans les fourrés ; derrière lui les branches se rassemblent, l'herbe se redresse, la broussaille l'engloutit. |
| Ach, wer heilet die Schmerzen dess, dem Balsam zu Gift ward ? Der sich Menschenhaß aus der Fülle der Liebe trank ! Erst verachtet, nun ein Verächter, zehrt er heimlich auf seinen eigenen Wert In ungenügender Selbstsucht. | Ah, qui peut guérir les plaies de celui pour qui le baume s'est fait poison et qui a bu la haine du genre humain à l'abondance de l'amour ? Autrefois méprisé, aujourd'hui méprisant, il se repaît en secret de sa propre valeur, dans l'insuffisant amour-propre. |
| Ist auf deinem Psalter, Vater der Liebe, ein Ton seinem Ohre vernehmlich, so erquicke sein Herz ! Öffne den umwölkten Blick über die tausend Quellen neben dem Durstenden in der Wüste !                                     | Si tu as sur ton psaltérion, Père de l'amour, une seule note qu'entendra son oreille, fais renaître son cœur ! Ouvre son regard embué aux milliers de sources près de l'altéré dans le désert !                                                                    |

## Interprétation

### Interprètes
La Rhapsodie connut une avant-première le 6 octobre 1869, pour la « couturière » de la première saison orchestrale de Karlsruhe. La cantatrice Amalia Boni chanta la partie contralto sous la direction d'Hermann Levi, mais sans chœur d'hommes. Brahms et Clara Schumann étaient présents, mais ils semblent avoir été les seuls auditeurs. La première interprétation publique eut lieu le 3 mars 1870 à Iéna, avec Pauline Viardot en soliste, le chœur de l'université d'Iéna et le chef d'orchestre Ernst Naumann (en), ami de Brahms et de Schumann.
Parmi les principales interprètes aux XXe et XXIe siècles, on peut citer Marian Anderson, Janet Baker, Stephanie Blythe, Brigitte Fassbaender, Kathleen Ferrier, Aafje Heynis, Marilyn Horne, Marjana Lipovšek, Christa Ludwig, Jessye Norman, Nathalie Stutzmann...

### Enregistrements
- Soliste : Marian Anderson, Philadelphia Orchestra, Dir. : Eugene Ormandy
- Soliste : Janet Baker (1968), BBC's Men's Chorus, BBC Symphony Orchestra, Dir. : Adrian Boult
- Soliste : Janet Baker, John Alldis Choir, London Philharmonic Orchestra, Dir. : Adrian Boult
- Soliste : Stephanie Blythe, Ensemble a sei voci, Ensemble orchestral de Paris, Dir. : John Nelson
- Soliste : Brigitte Fassbaender, Prague Philharmonic Chorus, Czech Philharmonic Orchestra, Dir. : Giuseppe Sinopoli
- Soliste : Kathleen Ferrier (1947), London Philharmonic Orchestra and Male Choir, Dir. : Clemens Krauss
- Soliste : Kathleen Ferrier (1949, Men of the Oslo Philharmonic Chorus, Orchestre philharmonique d'Oslo, Dir. : Erik Tuxen
- Soliste : Ann Hallenberg, Collegium Vocale Gent, Orchestre des Champs-Élysées, Dir. : Philippe Herreweghe
- Soliste : Aafje Heynis (1958), Royal Male Choir, "Apollo", Royal Concertgebouw Orchestra, Dir. : Eduard van Beinum
- Soliste : Marilyn Horne, Atlanta Symphony Orchestra & Chorus, Dir. : Robert Shaw
- Soliste : Marjana Lipovšek, Ernst Senff Chor, Berliner Philharmoniker, Dir. : Claudio Abbado
- Soliste : Christa Ludwig, Philharmonia Orchestra & Chorus, Dir. : Otto Klemperer
- Soliste : Christa Ludwig, Wiener Singverein, Wiener Philharmoniker, Dir. : Karl Böhm
- Soliste : Mildred Miller (en) (1961), The Occidental College Chorus, Columbia Symphony Orchestra, Dir. : Bruno Walter
- Soliste : Jessye Norman, Philadelphia Orchestra, Dir. : Riccardo Muti
- Soliste : Nathalie Stutzmann (2007), Monteverdi Choir, Orchestre révolutionnaire et romantique, Dir. : John Eliot Gardiner
- Soliste : Dunja Vejzovic (en), Houston Symphony Orchestra & Chorus, Dir. : Christoph Eschenbach
- Soliste : Anna Larsson (sv) (2003), orchestre symphonique national du Danemark & Danish National Choir, Dir. : Gerd Albrecht